# Odilon Polleunis
Odilon Polleunis (Sint-Truiden, Administración Militar del Norte de Francia y Bélgica, 1 de mayo de 1943-20 de septiembre de 2023) fue un futbolista y entrenador de fútbol belga que jugó en la posición de delantero centro.

## Carrera

### Club
| Periodo   | Club              | Apariciones | Goles |
| --------- | ----------------- | ----------- | ----- |
| 1962–1973 | Sint-Truidense VV | 286         | 89    |
| 1973–1976 | RWD Molenbeek     | 67          | 17    |
| 1976–1977 | KSK Tongeren      | 12          | 0     |

### Selección nacional
Jugó para Bélgica en 22 ocasiones de 1968 a 1975 y anotó 10 goles; participó en la Copa Mundial de Fútbol de 1970 y en la Eurocopa 1972.

### Entrenador
Fue entrenador del Sint-Truidense VV en la temporada de 1991/92.

## Muerte
Polleunis murió de una falla cardíaca el 20 de septiembre de 2023 a los 80 años.

## Logros

### Jugador
- Primera División de Bélgica: 1974-75
- Copa Jules Pappaert: 1975
- Torneo de Ámsterdam: 1975

### Individual
- Zapato de Oro: 1968
- Mejor Jugador de la Primera División de Bélgica: 1971–72[3]